# Wieleń
Wieleń é um município da Polônia, na voivodia da Grande Polônia e no condado de Czarnków-Trzcianka. Estende-se por uma área de 4,33 km², com 5 989 habitantes, segundo os censos de 2016, com uma densidade de 1383,1 hab/km².